# 埃里克·卡尔松
埃里克·卡尔松（瑞典語：Erik Karlsson，1990年5月31日—），瑞典男子冰球运动员，场上位置是后卫。他曾代表瑞典国家队参加2014年冬季奥林匹克运动会冰球比赛，获得一枚银牌。